# لوك باسكوالينو
لوك جوزيبي باسكوالينو (بالإنجليزية: Luca Giuseppe Pasqualino)‏ ولد في (19 فبراير 1989), في بيتربورو، انكلترا، هو ممثل البريطاني، ومثل بدور «فريدي مكلاير», في المسلسل التلفزيوني، «بشرات»., وأيضا مثل بدور شخصية «جريج» في فيلم رعب «الظهور» في عام 2011.

## نشأته
حضر باسكوالينو في التون المجتمع المدرسي، في والتون، بيتربورو. هو من التراث الإيطالي: صقلية على جانب والده ونابولي على أمه  وحضر دروس الدراما التي عقدت في ستامفورد العاصفة مارتن مركز الفن. كان اختبارا لجزء من توني ستونيم في سلسلة الأولى في مسلسل بشرات ولكن أختار مكانه الفنان نيكولاس هولت. قبل أن تهبط دورا في مسلسل بشرات الذي كان يقوم به العديد من المسرحيات، وبذلت بعض النمذجة.
باسكوالينو كما عمل في صالون شقيقته. شوهد لوك في نيويورك مع امرأة التي لم ينم التأكد عن هويتها. تقول المصادر بأن رفيقة يفترض صديقته الجامايكية الجديدة.

## مشواره الفني
في عام 2007، باسكوالينو لعب دورا قياديا في فيلم «ميزانية القاعدة دعا الإبر!». باسكوالينو لعب بدور شخصية «فريدي مكلاير» في السلسلة الثالثة والرابعة من المسلسل بشرات الدراما في سن المراهقة. هو لعب دور البطولة في سلسلة جديدة من «المصاب» في سبتمبر كما ظهر بدور (بالإنجليزية: Streetrunner)‏ في مركز التسوق، وأيضا مثل في حلقة في مسلسل «ميراندا» في عام 2009، وهو من كوميديا بي بي سي، بجانب الممثلة «ميراندا هارت».
ولعب عامل الفندق. كما انه سوف يكون بدور شخصية «جريج» في فيلم رعب «الظهور» جنبا إلى جنب مع اشلي غرين نجمة سلسلة أفلام «الشفق» وأيضا بجانب الممثل «توم فيلتون» نجم سلسلة أفلام «هاري بوتر». وظهر في «الحلقة الاضعف» وجاء في المرتبة الثانية بعد الممثل «سيمون بيرد». ومن المقرر أن يلعب بدور شخصية «وليام» المقشر«أداما» في «حرب النجوم غلكتيك القادمة: الدم والكروم»، ويبدو في الوقت الراهن بدور شخصية «باولو» في سلسلة شوتايم «وبورجيا».

## الحياة الشخصية
باسكوالينو يقيم حاليا في لندن. لوك هو من المؤيدين للبلدته نادي بيتربورو المتحدة ورئيس نادي تشيلسي.

## فيلموغرافيه
| السنة     | الفيلم                                  |
| --------- | --------------------------------------- |
| 2011      | الظهور                                  |
| 2011      | حرب النجوم غلكتيك القادمة: الدم والكروم |
| 2009-2010 | بشرات                                   |
| 2009      | ميراندا                                 |
| 2009      | المصاب                                  |
| 2009      | ميزانية القاعدة دعا الإبر!              |

## الجوائز والترشيحات
| السنة | الجائزة                 | الفئة                     | العمل   | النتيجة | الرابط |
| ----- | ----------------------- | ------------------------- | ------- | ------- | ------ |
| 2010  | "جائزة الحورية الذهبية" | "أفضل ممثل - مسلسل درامي" | "بشرات" | ترشح    | [ 8 ]  |